# Cultura Racional
Cultura Racional è una religione UFO brasiliana, ovvero una religione che crede nell'esistenza di entità extraterrestri che visitano la Terra mediante gli UFO e sono capaci di intervenire nella storia dell'umanità. Essa è derivata da Umbanda, e fu fondata a metà degli anni '30 nella città di Rio de Janeiro dal medium Manuel Jacinto Coelho
Rational Culture si basa su una serie di libri intitolata Universo em Desencanto, un'opera che affronta un'ampia varietà di argomenti che vanno dalla cosmologia, metafisica, ecologia, linguistica, teologia, UFO e dischi volanti.

## Origini
La "Cultura Racional" nacque il 4 ottobre 1935, nella chiesa spiritica "Francisco de Assis”, nella città di Rio de Janeiro, in Rua Lopez da Cruz, quartiere Méier. Il fondatore era un medium facente parte del movimento più intellettuale interno ad Umbanda
Nel clima di positivismo ed eugenetica che si respirava in Brasile nei primi anni del XX secolo, la persecuzione delle religioni afro-brasiliane aumentò gradualmente, con i praticanti di questi culti religiosi perseguitati e monitorati dalla polizia, soprattutto tra gli anni 1930 e 1945. Per sfuggire a questa persecuzione ed essere accettate dalla società, in particolare dalla classe media urbana, alcune religioni di origine afro hanno attraversato un processo di deafricanizzazione, radicato nella pressione del razzismo scientifico, in cui esse hanno cercato di distinguersi dal cosiddetto basso spiritismo, che veniva vista dalla società sempre più come una pratica arretrata e da ignoranti, e allo stesso tempo potersi costruire una “legittimazione razionale”. A tal fine, un gruppo dei cosiddetti “Intellettuali di Umbanda”  lavorò intensamente per fornire a quest'ultima una base dottrinale e della conoscenza scritta, cercando di differenziarla così dalle pratiche di “basso spiritismo” e dai culti sincretici praticati dalla popolazione di Rio di origine africana.

## Dottrina
La Cultura Razionale è enfatica nel proporre di avere solo i suoi libri come fonte dei suoi insegnamenti e la loro lettura come unica via per la “salvezza”, processo definito come "Immunizzazione Razionale": non c'è dunque bisogno di altri metodi se non quello della lettura completa dei libri, oltre che la divulgazione del contenuto degli stessi. L'opera completa, interamente scritta dal suo profeta e fondatore Manuel Jacinto Coelho, si costituisce dei 21 libri costituenti l'opera "basica", delle 976 successive pubblicazioni, e dei 3 volumi di sinossi.

### Religiosità
Viene fatta una distinzione nell'uso della parola "spiritismo", separandola in falso e vero, così come con la parola "religione", contrapponendo la sua dottrina alle false. La Cultura Racional negava, infatti, in un primo momento, il suo carattere religioso, pretendendo di essere una conoscenza trascendentale, superiore alle precedenti religioni.

### Piani Astrali
Secondo la Cosmogonia della Cultura Razionale, il mondo sarebbe diviso in quattro piani : il Mondo Razionale, l'Astrale Superiore, l'Astrale Inferiore e l'Astrale Terrestre.

#### Mondo razionale
Abitato da esseri superiori da sempre nella condizione di "essere razionale" (oltre ad essere lettori del libro Universo em Desencanto) e dai pianeti. I suoi abitanti sarebbero formati dall'Energia Razionale, un'energia pura, pulita e perfetta. Situato sopra l'Astrale Superiore.

#### Astrale Superiore
Abitato da esseri incapaci di sviluppare pienamente il "raziocinio", che danno manifestazione di sé sull'Astrale Terrestre anche sotto forma di dischi volanti. Il piano Astrale Superiore, situato sopra il Sole, sopra le energie elettriche e magnetiche, sarebbe formato da abitanti generati dall'Energia Mediatrice. Corrisponderebbero agli "spiriti salvatori" di Umbanda, ma a differenza di quanto dettato da questa, devono assumere la funzione di guida per il "Mundo Racional".

#### Astrale inferiore
Abitato da esseri invisibili che non possedevano “comportamenti razionali”, comprendono gli orixas e gli spiriti, già contemplati rispettivamente dai culti di Umbanda e dello Spiritismo, che però confonderebbero gli esseri umani, deviandoli dalla ''retta via'' verso il Mondo Racional, soggiogando i medium

#### Astrale terrestre
Abitata dalle persone comuni, che deriverebbero originariamente da Esseri Razionali degenerati. Infatti nella Genesi secondo il libro Universo em Desencanto, a causa della negligenza e della curiosità di alcuni Razionali, una parte del Piano Razionale in cui vivevano primordialmente iniziò a deformarsi ed a produrre una resina. Questa a causa del calore, iniziò a bruciare e dopo essersi sciolta divenne cenere. Un'altra parte del Piano Razionale col calore si sciolse e divenne molle, gommosa. Questa gomma raffreddandosi diede origine all'acqua, che a contatto con la cenere di resina avrebbe prodotto i primi microbi. Gradualmente questi si sarebbero organizzati nelle specie superiori, mantenendo il genere maschile se nella composizione originaria fosse prevalsa la gomma, oppure il genere femminile se invece a prevalere fosse stata la resina.
Dunque gli essere umani sono condannati a soffrire senza essere consapevoli di questa nostalgia del Mundo Racional, tuttavia attraverso la lettura dell'opera completa, hanno la possibilità di ricongiungersi alla loro natura ed aspirare alla pace e all'armonia.

### Religioni
La Cultura Razionale riconosce sette religioni principali ( Animismo, Brahmanesimo, Buddismo, Islam, Ebraismo, Spiritualismo e Cristianesimo ) come principali responsabili della “confusa evoluzione” e dell’addomesticamento dell’uomo, rendendolo sofferente e avulso dalla propria condizione.
I responsabili della fondazione di queste religioni non sarebbero Buddha, Geova o Gesù Cristo, ma piuttosto esseri che abitano il piano astrale inferiore.

## Storia
Dopo la pubblicazione del libro Universo em Desencanto a metà degli anni '30, il movimento religioso spostò la propria sede principale tra diverse località nello stato di Rio de Janeiro attraverso i decenni successivi, da Méier a Jacarepaguá, poi a Belford Roxo dove fu costruito il Palazzo della Cultura Razionale.
Negli anni '70 la setta si trasferì nella sede attuale, a Nova Iguaçu. In questo periodo il movimento religioso cominciò ad essere frequentato da alcuni artisti, tra cui il musicista Tim Maia, che diedero grande visibilità, facendo vivere ad essa il suo apice di popolarità.
Infatti mentre frequentava insieme alla sua band,  la Cultura Racional, accogliendone gli insegnamenti, il cantante registrò due album, che anni dopo sarebbero avrebbero avuto un enorme successo: Tim Maia Racional, Vol. 1 e Tim Maia Racional, vol.2 Un terzo album registrato nel 1976 vide la luce solo nel 2011 pubblicato da Editora Abril. Dopo aver lasciato la setta due anni dopo il suo ingresso, il cantante dichiarò di essere entrato convinto dalle promesse di entrare in contatto con gli extraterrestri, di cui era un grande appassionato, ma successivamente non risparmiò critiche e sbeffeggiamenti a proposito della struttura settaria e del culto
Jackson do Pandeiro fu un altro artista legato alla Cultura Racional tra il 1973 e il 1978, registrando canzoni in onore del gruppo, come "Luz do Saber", nel 1978.
Altri membri famosi furono l'attore Procòpio Ferreira, il direttore d'orchestra Altamiro Carrilho, il cantante Orlando Dias ed il compositore di samba Zè Keti.
Il fondatore della setta, Manuel Jacinto Coelho, morì nel 1991, dopo aver terminato la scrittura dell'opera Universo em Desecanto e da allora Cultura Racional è gestita da una delle sue figlie, Atna Jacintho Coelho.
Nel 2001 la setta conterebbe almeno 15mila adepti, sparsi per i vari stati del Brasile, mentre secondo il biografo di Manuel Jacinto Coelho, la Cultura Racional avrebbe adepti persino negli Stati Uniti d'America, Uruguay, Giappone e Mozambico
Più recentemente tra gli artisti che diffondono la Cultura Racional c'è il gruppo rap carioca, i Filhos do Racional Superior, con all'attivo tre album interamente dedicati al culto. Il fondatore, il giornalista Luis Rodrigues decise di abbracciare la setta e la musica dopo essersi imbattuto nel libro, mentre era ad Alto Paraíso de Goiás, città hippie-esoterica, per girarvi un documentario.

## Rapporti con le altre religioni

### Spiritismo
La Cultura Razionale, quando parla dello Spiritismo, lo tratta in due modi: il vero spiritualismo e il falso spiritualismo. Secondo Cultura Racional, il vero spiritismo era giunto alla sua fine nel 1935, negando la legittimità dei medium spiritisti successivi.

### Umbanda
Dopo aver avuto origine da Umbanda, la Cultura Racional continuò come sua discendente, ma con nuovi abiti ed un linguaggio distinto, pur mantenendo inizialmente gli stessi usi e costumi: utilizzando lo spazio della "salinha", dove i medium incorporavano le entità e fornivano consultazioni alle persone, membri o meno. Queste piccole stanze fungevano da punto di ritrovo per i seguaci. Si appropriano anche del colore dell'abbigliamento di Umbanda (bianco) e del loro saluto agli exu, orixà intermediari per la comunicazione con le altre divinità.

## Gruppo musicale
Cultura Racional ha una serie di gruppi musicali ufficiali, sparsi in 14 stati brasiliani. Sono formati dagli stessi membri del movimento e il loro obiettivo principale è diffondere i libri di Cultura Razionale. Chiamata Banda Racional Universo em Desencanto – BRUD, o Banda União Racional – BUR (quando tutte le band si uniscono), la band è emersa nel 1982, inizialmente in stile fanfara con percussioni e alcuni ottoni, col tempo ha preso la forma di una banda marziale, che incorpora strumenti più elaborati. La banda ha una copertura nazionale e internazionale e nel suo repertorio ci sono canzoni popolari, canzoni militari, inni e canzoni di propria composizione.
Oltre alla banda musicale, Cultura Racional dispone di una banda d'orchestra sinfonica, jazz sinfonico, chiamata Racional Jazz Band – RJB, creata nel 2016, contenente strumenti a corda come: violini, violoncelli, bassi e chitarre elettriche, ma anche tastiere, fiati, ottoni e percussioni.

## Tributi
Manuel Jacinto Coelho, fondatore di Cultura Racional, ha ricevuto vari omaggi in riconoscimento del suo lavoro, tra cui spiccano:
- Medaglia Tiradentes,
- Titolo di Benefattore dello Stato di Rio de Janeiro,
- Medaglia d'Onore dell'Inconfidência,
- Encomio Hipólito José Costa,
- Targa d'Argento del Dr. Newton Cardoso,
- cittadinanza onoraria a Nova Iguaçu e Nova Friburgo.[20]